# El Retorno
El Retorno é um município da Colômbia, localizado no departamento de Guaviare.